# Tepetlapa, Guerrero
Tepetlapa är en ort i Mexiko.   Den ligger i kommunen Huamuxtitlán och delstaten Guerrero, i den sydöstra delen av landet, 180 km söder om huvudstaden Mexico City. Tepetlapa ligger 1 410 meter över havet och antalet invånare är 358.
Terrängen runt Tepetlapa är kuperad. Runt Tepetlapa är det ganska glesbefolkat, med 38 invånare per kvadratkilometer. Närmaste större samhälle är Xochihuehuetlán, 6,5 km öster om Tepetlapa. I omgivningarna runt Tepetlapa växer huvudsakligen savannskog.